# Ибаррури, Долорес
Доло́рес Иба́ррури Го́мес (исп. Dolores Ibárruri Gómez, 9 декабря 1895, Гальярта, провинция Бискайя — 12 ноября 1989, Мадрид), известная также как Пассиона́рия (исп. Pasionaria, «страстная», или «цветок страстоцвет», баск. Dolores Ibarruri, «Pasionaria») — деятельница испанского и международного коммунистического движения, активная участница республиканского движения в годы Гражданской войны 1936—1939 годов в Испании и одна из основательниц Международной демократической федерации женщин, затем деятель эмигрантской оппозиции диктатуре Франко.
На протяжении длительного времени жила в СССР, а её сын Рубен был офицером Красной Армии и погиб в битве под Сталинградом в 1942 году. Долорес — в 1942—1960 годах — генеральный секретарь, а с 1960 года до конца жизни — председатель Коммунистической партии Испании. После смерти Франко и легализации партий при Хуане Карлосе I вернулась в Испанию и в 1977 году после более чем 40-летнего перерыва вновь была избрана депутатом кортесов.

## Биография

### Становление личности
Долорес Ибаррури родилась в семье горняка баскского происхождения в рабочем посёлке Гальярта. Её отец Антонио был подрывником и получил травму на работе при очередном взрыве породы. После тяжелой полостной операции ему запретили алкоголь и курение, что сберегло для семьи значительные средства. Первые годы жизни девочки проходили в традиционной католической консервативной семье в горняцкой провинции Бискайя. Она получила хорошее среднее образование и намеревалась поступать в педагогическое училище, однако мать, Хулиана Гомес Пардо, отказала ей в этом намерении, считая, что Долорес лучше выйти замуж и быть обеспеченной приданым.
В 16 лет Долорес поступила на курсы кройки и шитья, а затем пошла работать официанткой в кафе, где и познакомилась со своим будущим мужем, шахтёром-социалистом Хулианом Руисом Габинья. 16 февраля 1916 года они обвенчались.
В 1917 году Долорес вступила в местную организацию социалистической партии в посёлке Соморростро вблизи города Бильбао. Она начала изучать марксистскую литературу в местной библиотеке.
В 1917 году Долорес была впечатлена победой большевистской революции в России.
В 1918 году, в возрасте 22 лет, она опубликовала свою первую статью в газете El Minero Vizcaíno («Бискайский шахтер»), подписавшись «Пассионария» (Страстна́я — псевдоним в первой, опубликованной в Страстную неделю, статье) по просьбе семьи, не желавшей, чтобы она подписывалась своим настоящим именем. Этот псевдоним она использовала до 1939 года.
Первый ребёнок четы Ибаррури Руис — дочь Эстер (1916—1919) — умерла в раннем детстве. Впоследствии Долорес пришлось пережить раннюю смерть четырёх из её пятерых дочерей.

### Основательница Коммунистической партии
В 1922 году Долорес и Хулиан вошли в число основателей объединённой Коммунистической партии Испании. Марксизм они понимали как инструмент освобождения рабочего класса. Семейный дом Ибаррури иногда обыскивали полиция или жандармерия в поисках оружия или пропагандистских материалов.
В 1923 году в семье Ибаррури Руис родилась тройня: Амагойя, Асусена и Амайя (Амагоя умерла вскоре после рождения, а Асусена — в два года). Из-за постоянных забастовок Хулиана семья очень нуждается. Долорес работает по ночам за швейной машинкой, выполняя заказы модных магазинов на женское платье.
В 1928 году родилась последняя дочь Долорес и Хулиана — Ева, которая умерла через три месяца. Долорес входит в Бискайский обком КПИ, в 1929 году на III съезде Коммунистической партии Испании её избирают членом ЦК.
В 1930 году Долорес впервые выдвигается кандидатом в Кортесы, однако не избирается депутатом парламента.

### Вторая Испанская республика
В 1931 году была провозглашена Вторая республика, и Долорес с детьми (Рубеном и Амайей) переехала в Мадрид, где она руководила газетой «Mundo obrero» («Рабочий мир»), а Рубен и Амайя помогали в её распространении в Мадриде. Зарабатывать на жизнь она продолжала шитьём. В эти годы Долорес несколько раз попадала в тюрьму из-за ее критических выступлений и активной политической деятельности. В общей сложности она шесть раз подвергалась арестам и тюремному заключению.
После 1932 года Долорес возглавила работу КПИ среди женщин. В 1933 году она стала президентом созданного в Испании Союза женщин-антифашисток.
В 1933 году она снова баллотировалась в парламент и снова не была избрана.
В ноябре-декабре 1933 года Долорес посетила Советский Союз для участия во VIII Пленуме Исполкома Коминтерна.
В 1935 году, после того, как Долорес снова была заключена в тюрьму по обвинению в агитации и пропаганде за журналистские выступления во время жестоко подавленной правительством забастовки горняков в Астурии 1934 года, Коминтерном была организована эвакуация детей Ибаррури в Советский Союз. Под чужим именем они пересекли на поезде Берлин и нацистскую Германию и прибыли в Москву.
В 1935 году на 7-м конгрессе Коминтерна (1935 год) была избрана кандидатом в члены Исполкома Коминтерна.
В 1936 году Ибаррури избрана депутатом кортесов от Астурии, став одной из 16 депутатов-коммунистов в парламенте. Левые партии объединились в блок, названный Народным фронтом.
В 1937 году она была избрана вице-председателем кортесов. Австрийский социолог Франц Боркернау отзывался о Долорес так: «Что волнует в ней, так это её дистанцированность от политических интриг, простая вера, которая ведет её к жертвенности и которая исходит из каждого произносимого ею слова. Ещё более трогательно в ней отсутствие тщеславия и даже скромность».

### Гражданская война в Испании
Как руководитель компартии Испании Ибаррури играла особую роль в период Гражданской войны и итало-германской интервенции 1936—1939 годов.
В ночь после "фашистского" мятежа 18 июля 1936 года она выступила по радио, когда произнесла ставшую знаменитой фразу «¡No pasarán!» — «Они не пройдут!».

Если позволить фашистам продолжать преступления, которые они совершают в Испании, агрессивный фашизм обрушится и на другие народы Европы. Нам нужна помощь, нужны самолёты и пушки для нашей борьбы … Испанский народ предпочитает умереть стоя, чем жить на коленях.
— Из выступления Д. Ибаррури на митинге в Париже в поддержку Испанской республики (3 сентября 1936 года)
Вернувшись в Испанию, Долорес возглавила сопротивление франкистам и организацию обороны Мадрида, став её символом.
В 1938 году дети Долорес Рубен и Амайя выехали из Советского Союза в Испанию. 18-летний Рубен вместе с отцом Хулианом принимал участие в сражении на реке Эбро и был произведён в сержанты за храбрость. 15-летняя Амайя работала санитаркой в Барселоне в детском доме для эвакуированных детей.
В феврале 1939 года, после поражения республиканского правительства, Рубен был вынужден перейти Пиренеи на границе с Францией вместе с остатками республиканской армии. Французские власти интернировали Рубена и его отца Хулиана в концентрационный лагерь Аржелес-сюр-Мер, где под открытым небом содержалось около ста тысяч республиканцев — как гражданских лиц, так и военных.

### В СССР
С 1939 года Долорес — в эмиграции в СССР.
Рубену и Хулиану удалось бежать из лагеря и добраться до советского посольства в Париже, откуда Рубен смог вернуться в Советский Союз на корабле, воссоединившись с матерью и сестрой Амайей в подмосковном Пушкино. Осенью 1939 года Рубен вступил в Красную Армию и был принят в военное училище имени Верховного Совета РСФСР в Москве, откуда вышел в звании лейтенанта.
После нападения Германии на СССР для противодействия нацистской пропаганде в Москве с 15 июля начинает работать «Радио Коминтерна» под руководством итальянского коммуниста Пальмиро Тольятти. Вещание велось от имени секретных нелегальных радиостанций, работавших в эфире зарубежных стран в интересах СССР. Испанскую редакцию — Radio España Independiente Estación Pirenaica («Независимое Радио Испании. Радиостанция Пиренейская») возглавила Долорес Ибаррури. Первоначально редакция находилась в Москве, в подвале одного из старых особняков на Бульварном кольце. 16 октября 1941 года пришел приказ об эвакуации столицы, и Radio Pirenaica (такое краткое название дала радио сама Ибаррури) вместе с коллективом сотрудников и самым мощным в Европе передатчиком РВ-1 отправилось поездом вглубь территории СССР, в Уфу.
В передачах радио освещались проблемы рабочих, молодёжи, положение женщин. Испанские коммунисты стремилась убедить своих слушателей, что испанский народ в целом должен был оказывать всеми возможными средствами помощь Отечественной войне советского народа, что являлось «продолжением борьбы самого испанского народа за свою свободу и независимость».
Ибаррури вела на радио программы «Хромой бес» и «Из окна в окно». Последняя была оформлена как диалог двух жительниц Мадрида — Хуаны и Мануэлы, обсуждавших рост цен, перебои с электричеством, нехватку угля и возможность вступления Испании во Вторую мировую войну. Радио также было направлено на испанцев, воевавших на стороне Гитлера в «Голубой дивизии». Как вспоминал боец этого подразделения Хейнц Красчутский, «голос этой женщины, говорившей нам о Рождестве на нашем языке, языке нашей родины, был единственным счастливым моментом во время моего пребывания в России».
Всё время Второй мировой войны 1939—1945 годов Ибаррури активно боролась за объединение испанцев в едином национальном фронте, чтобы помешать испанскому диктатору Франко втянуть испанский народ в войну на стороне гитлеровской Германии. Участвовала в международном антифашистском движении.
Сын Ибаррури — Рубен Руис Ибаррури (1920—1942) — Герой Советского Союза, погиб в Сталинграде. Его останки были перезахоронены в 1948 году на Аллее Героев в центре Сталинграда, около Огня Вечной Славы и монумента Славы.
В 1942 году (после смерти Хосе Диаса) Ибаррури стала генеральным секретарём КПИ.
В 1945 году женщины-антифашистки из 37 стран собрались в Париже, чтобы создать Международную демократическую федерацию женщин, целью которой было полное сокрушение фашизма. Вице-президентом этой федерации стала Долорес Ибаррури.
На 5-м съезде КПИ (1954 год) Ибаррури выступила с отчётным докладом. На пленумах ЦК КПИ после 5-го съезда доклады Ибаррури были посвящёны положению в Испании и тактике КПИ, единству действий рабочего класса и всех демократических сил в борьбе за ликвидацию диктатуры Франко, за национальную независимость и демократизацию Испании. На 6-м съезде КПИ (1960 год) она выступила с докладом о 40-летии КПИ. На этом съезде она была избрана председателем КПИ.
В 1955 году радио «Пиренаика» переехало в Бухарест, где работало вплоть до закрытия 14 июля 1977 года, когда директор радиостанции Рамон Мендесона объявил о том, что в Испании победила демократия, а Долорес Ибаррури вновь была избрана депутатом от провинции Астуриас.
Самая долговечная подпольная радиостанция выполнила свою историческую миссию.
В 1968 году Ибаррури выступила против вмешательства СССР в события в Чехословакии.

### Возвращение на родину
После смерти Франко и начала демократизации в стране Долорес Ибаррури вернулась на родину в 1975 году. На первых, после падения диктатуры Франко, демократических выборах в 1977 году она была избрана в Кортесы, где представляла одну из первых еврокоммунистических партий. 13 июля 1977 года она стала единственной из 473 депутатов Второй республики, которая вернулась в парламент Испании после Гражданской войны и диктатуры.
Долорес Ибаррури умерла от пневмонии на 94-м году жизни.

## Публицистика
Ибаррури — автор многих книг и публицистических статей. Возглавляла комиссию ЦК по составлению «Истории Коммунистической партии Испании» (1960 год; рус. пер. 1961 год). Её автобиографическая книга «Единственный путь» переведёна на русский (1962 год), французский, итальянский, немецкий, английский и другие языки. Известна также её автобиография «¡No pasarán!» («Они не пройдут»), изданная в 1966 году. Долорес — одна из авторов коллективной работы «Война и революция в Испании 1936—1939 гг.» (рус. пер., т. 1, 1968).

## Вклад в международное женское и антифашистское движение
Будучи одной из основательниц Международной демократической федерации женщин (1945 год), Ибаррури принимала активное участие в международном демократическом женском движении. Лауреат Международной Ленинской премии «За укрепление мира между народами» (1964 год). Доктор honoris causa МГУ (1961).

## Награды
- Орден Ленина
- орден Октябрьской Революции (08.12.1975)[26]
- медали СССР

## Семья
У Долорес Ибаррури было шесть детей: пять дочерей (четыре из них умерли в раннем детстве), оставшаяся дочь Амайя Руи́с Иба́ррури (Amaya Ruiz Ibárruri) (исп. Amaya) проживала в Мадриде и умерла в 2018 году в возрасте 95 лет) и сын Рубе́н (исп. Rubén), погибший в возрасте 22 лет в Сталинградской битве.
Амайя Руис Ибаррури была замужем за Артёмом Фёдоровичем Сергеевым (1921—2008), приёмным сыном И. В. Сталина. У них трое детей — сыновья Фёдор и Рубен, дочь Долорес. 
«В целом для истории Испании бабушка является одним из столпов испанской демократии, легендарной личностью, личностью, за которой практически не водится грехов. Я работала в разных архивах в Москве. Когда ты смотришь бабушкино досье, бабушкины документы, и всё то, что о ней написано, ты не находишь практически ничего, что могло хоть какой-то тенью отразиться на её образе. Она не замешана ни в какой грязной истории. Она не замешана ни в какой подспудной грязной политической борьбе. Ни в каких интригах». Долорес Руис Ибаррури Сергеева, внучка Пассионарии.

## Память
Исторический архив Долорес Ибаррури хранит её внучка Долорес Руис Ибаррури Сергеева. Впервые это собрание, состоящее из 150 ящиков с десятками тысяч хорошо классифицированных страниц, фотографий, корреспонденции, брошюр на разных языках, политических текстов, было использовано при подготовке новой биографии Пассионарии, созданной историком Марио Аморосом и выдержавшим несколько переизданий.
Именем Долорес Ибаррури названы улицы в Атбасаре, Донецке, Екатеринбурге.
В честь Долорес Ибаррури назван астероид (1277) Долорес (, открытый 18 апреля 1933 года советским астрономом Григорием Неуйминым в Симеизской обсерватории
Именем её сына Рубена Ибаррури названа улица в городе Липецке (Россия) и Борисове (Беларусь).
В октябре 2015 года Ибаррури попала в опубликованный Украинским институтом национальной памяти Список лиц, подпадающих под закон о декоммунизации.

## Сочинения
- Единственный путь. — М.: Государственное издательство политической литературы, 1962.